# Die Memoiren des Satans, 1. Teil: Dr. Mors
Die Memoiren des Satans, 1. Teil: Dr. Mors ist der erste Teil eines 1917 gedrehten, vierteiligen, deutschen Stummfilmdramas über die allgegenwärtigen Versuchungen Satans, dem sich die Liebe entgegenstellt. Regie bei allen vier Teilen führte Robert Heymann, der auch das Drehbuch verfasste.

## Handlung
Bildschnitzer Baldamus ist drauf und dran, sich in einer Schenke zu vergiften. Da tritt plötzlich ein vornehmer, fremder Mann auf ihn zu und bietet ihm an, mit ihm um sein Leben zu würfeln. Dieser unheimliche Fremde ist niemand anderes als Satan, der beim Würfelspiel den Gevatter Tod besiegt. Fortan ist der junge Künstler dem Teufel mit Haut und Haaren verfallen. Satan eröffnet ihm, dass er aus vornehmem Geschlecht entstamme und ein reiches Elternhaus besitze. Offensichtlich hängt Baldamus aber nicht sonderlich an seinem Leben, denn noch zwei weitere Male bettelt er den Tod an, ihn mit sich zu nehmen. Beim ersten Mal ist es Liebeskummer, der ihn zu dieser gewünschten Verzweiflungstat treibt, denn seine Liebste Eva erweist sich als Dirne, die es auch mit dem Bürgermeister treibt. Bei der zweiten Todessehnsucht ist es  die gekränkte Eitelkeit des Künstlers, der einsehen muss, dass sein geschaffenes Bildnis weit schwächer ist als dasjenige Werk, das der Mephisto mit Hilfe satanischer Kräfte geschaffen hat.
Doch unerwartet wendet sich alles zum Guten. Noch ehe die Jury, die sein Werk in seinem Atelier begutachten und einschätzen soll, zu einem Urteil kommt, hat sich die Küsterstochter Mathilde hineingeschlichen, im Gewand einer Madonna, einer Heiligen. Mit einem Beil bewaffnet, will der Rasende sein nunmehr als stümperhaft angesehenes Kunstwerk zerhacken, als Mathilde, die Baldamus schon seit langem liebt, vor ihm niedersinkt. Erschrocken darüber, beinah zum Mörder geworden zu sein, sucht Baldamus das Weite und entflieht seinem Atelier, ins Freie. Die Jury hat ihre Wertschätzung abgegeben, und Baldamus’ Arbeit mit einem Preis ausgezeichnet. Doch der Künstler bleibt verschwunden, er ist abgetaucht. Jahre sind vergangen, und die vor Trauer um die verlorene Liebe gramgebeugte Mathilde hat sich als Nonne in ein Kloster zurückgezogen. Eines Tages klopft bei den heiligen Schwestern ein abgerissener Streuner an die Pforte und sucht um Obdach. Es ist Baldamus. Mathildes Güte und Barmherzigkeit und die Größe, Verzeihung zu gewähren, bringt der verlorenen Seele den inneren Frieden zurück, damit er nunmehr reinen Herzens vor Gott treten kann.

## Produktionsnotizen
Die Memoiren des Satans, entstanden in der zweiten Jahreshälfte 1917 im Luna-Film-Atelier von Berlins Friedrichstraße 224, gehört zu den vergessenen, deutschen Stummfilmgroßprojekten aus der Kaiserzeit. Es handelt sich dabei um das aufwendigste Leinwandepos vor Kriegsende 1918 nach Otto Ripperts Homunculus-Film. Viele Details (vor allem die Rollenverteilung) sind heute nicht mehr bekannt, selbst über den Darsteller des Satans herrscht Uneinigkeit. Während einige Quellen Friedrich Kühne benennen, behaupten andere, Kurt Brenkendorf habe den Titelhelden gespielt. Möglicherweise haben sich beide Schauspieler in den vier Teilen als Satan abgewechselt.
Der erste Teil Dr. Mors war 1527 Meter, verteilt auf fünf Akte, lang, passierte die Filmzensur im Oktober 1917 und kam im Dezember desselben Jahres in die Kinos.

## Kritik
„Ein auf breiter markiger Basis angelegtes, kraftvoll und dramatisch wirkungsvoll gesteigertes Werk. Dieser in sich abgeschlossene, dennoch als Exposition des Ganzen gehaltene Film, bringt ein nicht oft im Kino gesehenes Thema zur Schau. Er basiert auf dem Grundgedanken, daß reine, opferwillige Liebe alles zu überwinden vermag, was immer auch Mephisto, der Feind der Menschheit, anstellt, um Kummer und Not über seine Opfer zu bringen. […] Besonders bemerkenswert sind der logische Aufbau und die scharf durchdachte Bearbeitung des Stoffes. Die dekorative Ausstattung gibt dem Ganzen einen prächtigen, zuweilen glänzenden Rahmen.“

Paimann’s Filmlisten resümierte: „Stoff phantastisch. Spiel, Photos und Szenerie sehr gut.“